# Diplodo
Diplodo és una sèrie de televisió d'animació de coproducció franco-japonesa, creada per Jean Chalopin i Bruno Bianchi i emesa a França en 156 capítols de 6 minuts de dilluns a dissabte a les 19:50 a partir del 14 de març del 1988. Posteriorment s'adaptaria a una sèrie de 26 episodis de 26 minuts, emesa a FR3 i redifosa a Fox Kids. El 1994, va ser emesa per Canal Nou a dins del contenidor A la Babalà.
Es basa en la línia japonesa de joguets Pocket Zaurus, de Bandai.

## Sinopsi
Els Diplodo són dinosaures divertits i evolucionats que viuen al planeta Diplou, un planeta bessó a la terra. Cadascun d'ells té un poder molt especial. Un pot grapar objectes com una grapadora, l'altre pot enganxar, un tercer fa bombolles...
Ajudats per dos infants de la Terra, Jeanne i Pierre, frustren els malvats plans dels antagonistes de la sèrie, Santos i el seu exèrcit de Zoradians. Santos intenta en va alliberar el Gran Bruixot, un ésser malvat que queda atrapat al planeta Diplou. Incapaç d'atacar directament Diplou, un planeta protegit darrere d'una barrera anomenada Domolux, Santos provoca desordre al planeta Terra. Quan es produeix un fenomen estrany a la Terra, a Diplou es produeix el fenomen contrari. Així, si el sol brilla a la Terra, el planeta Diplou està devastat per pluges torrencials.